# Canton de Boulogne-Billancourt-2
Le canton de Boulogne-Billancourt-2 est une circonscription électorale française du département des Hauts-de-Seine créée par le décret du 26 février 2014. Elle tient lieu de circonscription d'élection des conseillers départementaux et entre en vigueur lors des élections départementales de 2015.

## Histoire
Un nouveau découpage territorial des Hauts-de-Seine entre en vigueur à l'occasion des premières élections départementales suivant le décret du 26 février 2014. Les conseillers départementaux sont, à compter de ces élections, élus au scrutin majoritaire binominal mixte. Les électeurs de chaque canton élisent au Conseil départemental, nouvelle appellation du Conseil général, deux membres de sexe différent, qui se présentent en binôme de candidats. Les conseillers départementaux sont élus pour 6 ans au scrutin binominal majoritaire à deux tours, l'accès au second tour nécessitant 12,5 % des inscrits au 1er tour. En outre la totalité des conseillers départementaux est renouvelée. Ce nouveau mode de scrutin nécessite un redécoupage des cantons dont le nombre est divisé par deux avec arrondi à l'unité impaire supérieure si ce nombre n'est pas entier impair, assorti de conditions de seuils minimaux. Dans les Hauts-de-Seine, le nombre de cantons passe ainsi de 45 à 23.
Le canton de Boulogne-Billancourt-2 est formé d'une fraction de la commune de Boulogne-Billancourt. Il est entièrement inclus dans l'arrondissement de Boulogne-Billancourt. Le bureau centralisateur est situé à Boulogne-Billancourt.

## Représentation
| Période élective | Période élective | Mandat | Mandat   | Identité                | Nuance | Nuance | Qualité |
| ---------------- | ---------------- | ------ | -------- | ----------------------- | ------ | ------ | --- |
| 2015             | 2021             | 2015   | 2021     | Grégoire de La Roncière |        | DVD    | Maire de Sèvres (depuis 2014) |
| 2015             | 2021             | 2015   | 2021     | Marie-Laure Godin       |        | LR     | Adjointe au maire de Boulogne-Billancourt 2e Vice-présidente du Conseil départemental déléguée aux Affaires sociales, aux Solidarités et à l'Insertion |
| 2021             | 2028             | 2021   | en cours | Grégoire de La Roncière |        | DVC    | Conseiller sortant Conseiller départemental délégué à l'eau et à l'assainissement                                                                      |
| 2021             | 2028             | 2021   | en cours | Marie-Laure Godin       |        | LR     | Conseillère sortante, 4ème Vice-Présidente du conseil départemental (Relations et coopération internationales, affaires européennes)                   |

### Résultats détaillés

#### Élections de mars 2015
À l'issue du 1er tour des élections départementales de 2015, deux binômes sont en ballottage : Grégoire de La Roncière et Marie-Laure Godin (Union de la Droite, 51,21 %) et Catherine Cyrot et Nicolas Gaborit (PS, 22,87 %). Le taux de participation est de 44,03 % (19 408 votants sur 44 081 inscrits) contre 46,11 % au niveau départemental et 50,17 % au niveau national.
Au second tour, Grégoire de La Roncière et Marie-Laure Godin (Union de la Droite) sont élus avec 65,89 % des suffrages exprimés et un taux de participation de 39,57 % (10 705 voix pour 17 441 votants et 44 081 inscrits).
Grégoire de La Roncière a rejoint LREM.

#### Élections de juin 2021
Le premier tour des élections départementales de 2021 est marqué par un très faible taux de participation (33,26 % au niveau national). Dans le canton de Boulogne-Billancourt-2, ce taux de participation est de 35,37 % (15 758 votants sur 44 547 inscrits) contre 35,09 % au niveau départemental. À l'issue de ce premier tour, deux binômes sont en ballottage : Grégoire de La Roncière et Marie-Laure Godin (Union à droite, 45,68 %) et Philippe Audoin et Pauline Rapilly Ferniot (binôme écologiste, 21,2 %).
Le second tour des élections est marqué une nouvelle fois par une abstention massive équivalente au premier tour. Les taux de participation sont de 34,36 % au niveau national, 37,05 % dans le département et 37,55 % dans le canton de Boulogne-Billancourt-2. Grégoire de La Roncière et Marie-Laure Godin (Union à droite) sont élus avec 62,76 % des suffrages exprimés (9 789 voix pour 16 732 votants et 44 559 inscrits),,.

## Composition
| Nom                                          | Code Insee | Intercommunalité         | Superficie (km2) | Population (dernière pop. légale)                 | Densité (hab./km2) | Modifier                                    |
| -------------------------------------------- | ---------- | ------------------------ | ---------------- | ------------------------------------------------- | ------------------ | ------------------------------------------- |
| Boulogne-Billancourt (bureau centralisateur) | 92012      | Métropole du Grand Paris | 6,17             | Fraction : 54 367 (2022) Commune : 120 205 (2022) | 19 482             | modifier les données · modifier les données |
| Sèvres                                       | 92072      | Métropole du Grand Paris | 3,91             | 22 782 (2022)                                     | 5 827              | modifier les données · modifier les données |
| Canton de Boulogne-Billancourt-2             | 9205       |                          |                  | 77 149 (2022)                                     |                    | modifier les données                        |

Le canton de Boulogne-Billancourt-2 comprend :
1. la commune de Sèvres,
2. la partie de la commune de Boulogne-Billancourt non incluse dans le canton de Boulogne-Billancourt-1.

## Démographie
En 2022, le canton comptait 77 149 habitants, en évolution de +2,04 % par rapport à 2016 (Hauts-de-Seine : +2,75 %, France hors Mayotte : +2,11 %).
| 2013   | 2018   | 2022   |
| ------ | ------ | ------ |
| 72 412 | 77 152 | 77 149 |